# John Harrar
John Harrar (Wallingford, Pensilvania; 13 de julio de 1999) es un baloncestista estadounidense que pertenece a la plantilla del Veltex Shizuoka de la B.League japonesa. Con 2,05 metros de estatura, juega en la posición de pívot.

## Trayectoria deportiva
Es un jugador formado en la Strath Haven High School de su ciudad natal, Wallingford, hasta que en 2017 ingresó en la Universidad Estatal de Pensilvania, para jugar durante cinco temporadas con los Penn State Nittany Lions. En su última temporada universitaria, la 2021-22 promedió 10.6 puntos, 10.3 rebotes y 17.7 de valoración. 
Tras no ser drafteado en 2022, el 6 de agosto de 2022, firma por el Grupo Alega Cantabria de la Liga LEB Oro.
El 20 de julio de 2023, firma por el Veltex Shizuoka de la B.League japonesa.